# استفان خنیجینسکی
استفان خنیجینسکی (لهستانی: Stefan Hnydziński؛ ‏ ۲۹ ژوئیهٔ ۱۹۰۱ – ۲ اکتبر ۱۹۳۹) بازیگر اهل لهستان بود. وی در اثر جراحت‌های وارده در بمباران ورشو در جنگ جهانی دوم در سال ۱۹۳۹ درگذشت.

از فیلم‌هایی که وی در آن‌ها نقش داشته‌است، می‌توان به نقاب زرین، جهنم و رز اشاره نمود.